# Kawungsari (Cibeureum)
Kawungsari is een bestuurslaag in het regentschap Kuningan van de provincie West-Java, Indonesië. Kawungsari telt 975 inwoners (volkstelling 2010).